# تاکاشی سوکاموتو
تاکاشی سوکاموتو (زاده ۲۷ اکتبر ۱۹۸۲) بازیگر، خواننده و مدل ژاپنی است. وی از سال ۱۹۹۷ میلادی تاکنون مشغول فعالیت بوده‌است.
از فیلم‌هایی که وی در آن نقش داشته‌است، می‌توان به ترانه‌ای به خورشید، خشم و نبرد سلطنتی اشاره کرد.